# Veissella
Veissella Wanless, 1984 è un genere di ragni appartenente alla famiglia Salticidae.

## Distribuzione
Le due specie oggi note di questo genere sono state ritrovate in Sudafrica e alle isole Comore, entrambi endemismi.

## Tassonomia
A giugno 2011, si compone di due specie:
- Veissella durbani (Peckham & Peckham, 1903)[2] — Sudafrica
- Veissella milloti Logunov & Azarkina, 2008 — Isole Comore